# Xestospiza
Xestospiza — вимерлий рід горобцеподібних птахів родини в'юркових (Fringillidae). Два види цього роду, Xestospiza conica і Xestospiza fastigialis були ендеміками Гавайських островів. Вони мали конусоподібну форму дзьба та, ймовірно, живилися комахами.